# Parasemia leucomera
Parasemia leucomera är en fjärilsart som beskrevs av Butler 1881. Parasemia leucomera ingår i släktet Parasemia och familjen björnspinnare. Inga underarter finns listade i Catalogue of Life.